# Velardemyia ica
Velardemyia ica är en tvåvingeart som beskrevs av Jose Valencia 1972. Velardemyia ica ingår i släktet Velardemyia och familjen parasitflugor.
Artens utbredningsområde är Peru. Inga underarter finns listade i Catalogue of Life.